# Zamek w Niemczy
Zamek w Niemczy (niem.  Schloss Nimptsch) – zabytkowy zamek w Niemczy, wzniesiony na miejscu starszego grodu w XIII w.

## Historia

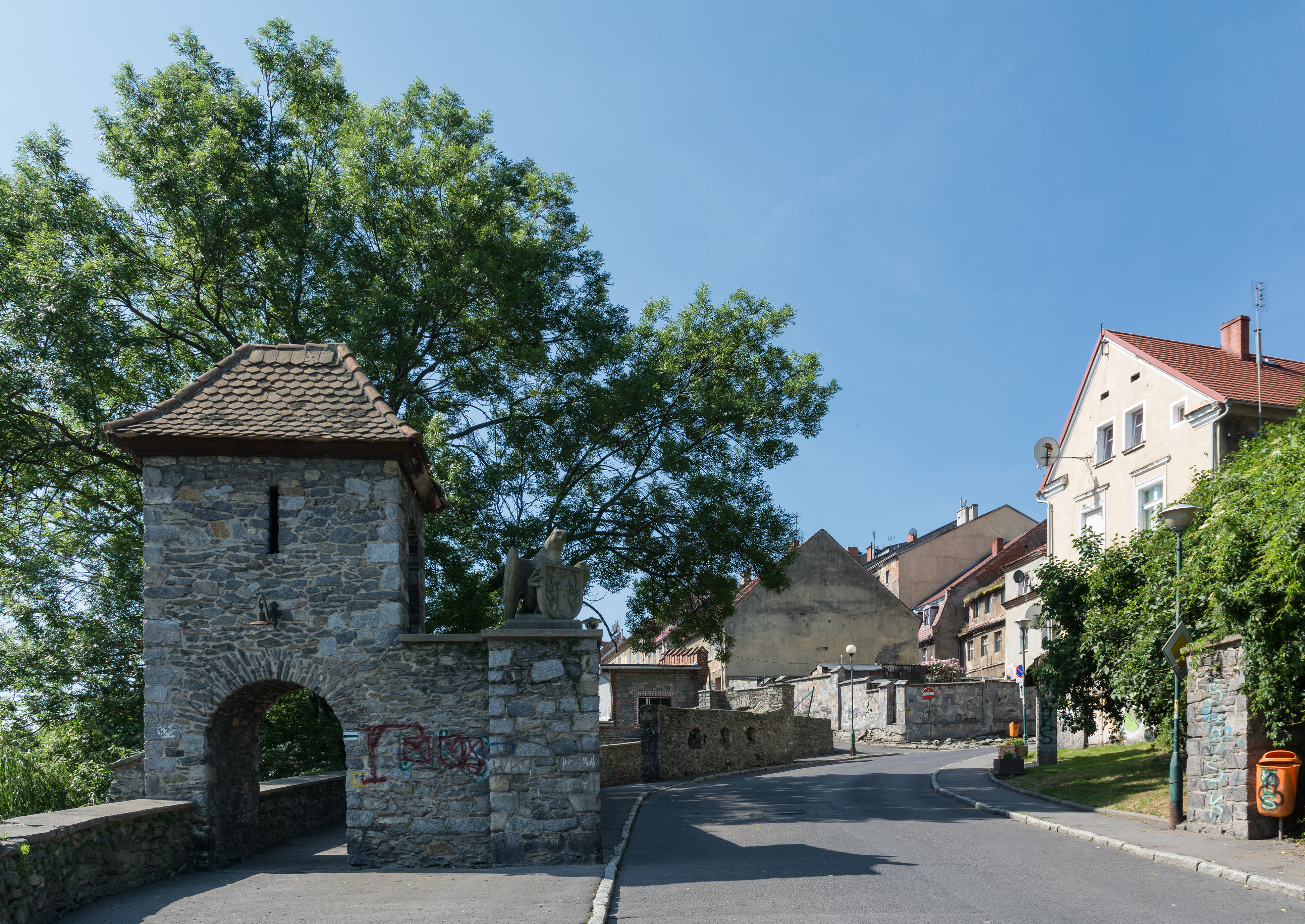
Dolna Brama

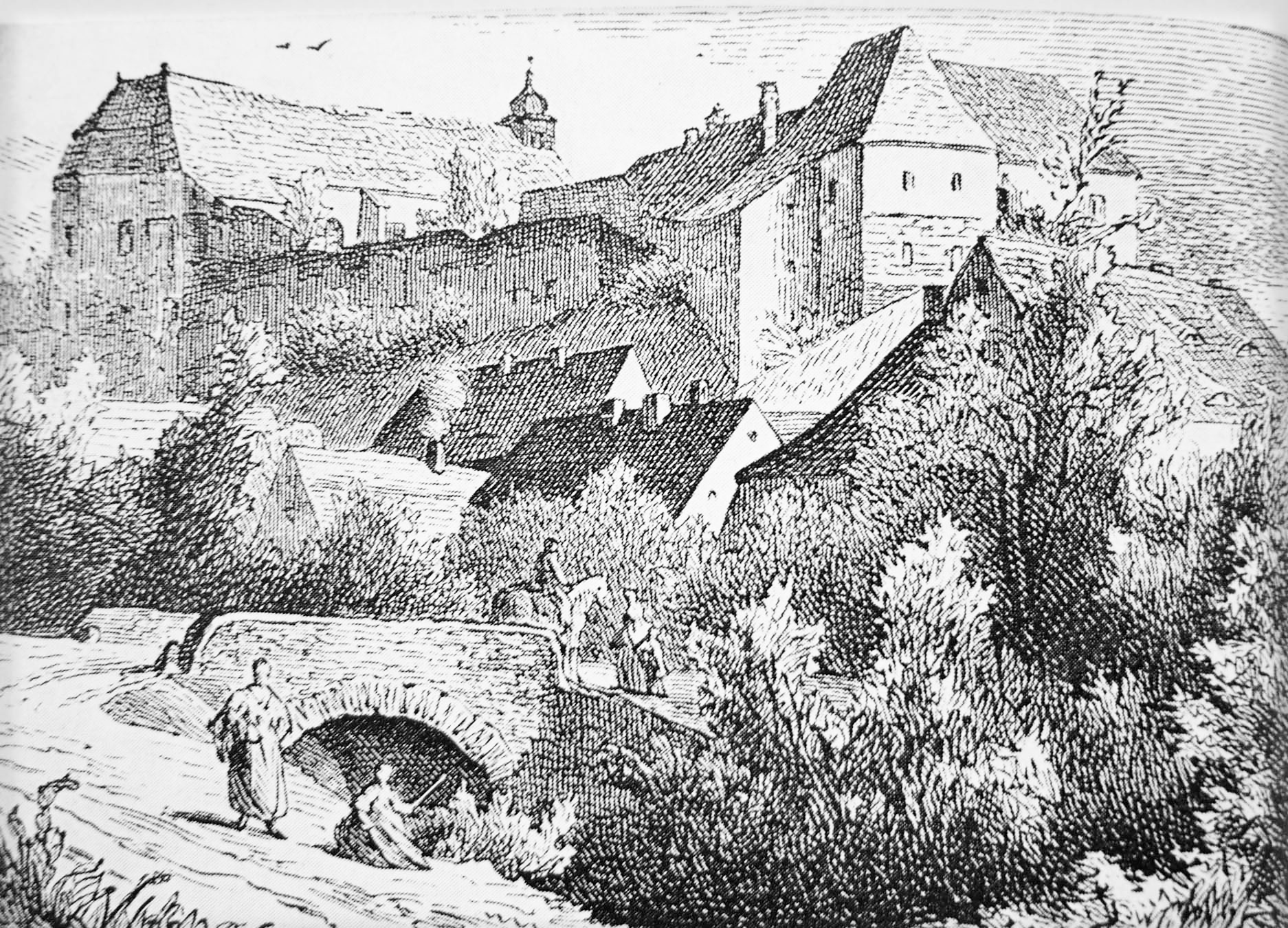
Zamek w Niemczy

Nowy, murowany zamek powstał z inicjatywy księcia świdnickiego Bolka I w XIV wieku na stromym wzniesieniu, otoczonym od wschodniej strony rzeką Ślęzą. Następnie zniszczony w latach 1419-1436, podczas wojen husyckich, odbudowany został w drugiej połowie XV w. przez księcia brzesko-legnickiego Fryderyka I. Przebudowany na renesansowy około 1585 r., prawdopodobnie przy udziale wybitnych architektów tego okresu B. Niurona i H. Lugano na  polecenia księcia brzeskiego Jerzego II. W zachowanym liście książę poleca zbudować w zamku krużganek kryty gankiem, podobny do widzianego w roku 1545 na zamku w Pradze. Obiekt spłonął w 1735 r. Został odbudowany około 1830 r. i  przebudowany w latach 1861-64 z przeznaczeniem na siedziby urzędów powiatowych. Zamek był remontowany w latach: 1928, 1961-64, 1971 z adaptacją na siedzibę zakładu odzieżowego. W 1992 r. konserwowano część zamku, rekonstruując dekorację sgraffitową zewnętrznej elewacji skrzydła północnego zamku w postaci boni.

## Kościół zamkowy
W latach 1711–12 w zespole zamkowym zbudowano katolicki kościół - barokową kaplicę pw. św. Jadwigi, połączony z bocznym skrzydłem zamku bramą wjazdową. W 1964 r. ze względu na zły stan techniczny i groźbę osunięcia się zbocza kaplicę i bramę rozebrano. Pozostał tylko jej zarys przyziemia.

## Architektura
Z założenia zamku do dzisiaj pozostał budynek zamku: dwuskrzydłowy, dwukondygnacyjny, wielokrotnie przebudowany. Od strony dziedzińca prowadzi do niego wejście pod trójkątnym naczółkiem.